# Changsha, Changsha
Changsha är ett härad som lyder under Changshas stad på prefekturnivå i Hunan-provinsen i sydöstra Kina.
Changshas härad består av de delar som blev över av häradet då dess huvudort blev ombildat till stadsdistrikt i staden med samma namn.